# Dornbirn (stad)
Dornbirn (Alemannisch: Dorabira) is een stad in de Oostenrijkse deelstaat Vorarlberg, gelegen in het district Dornbirn. De gemeente heeft ongeveer 45.000 inwoners en is daarmee de grootste in Vorarlberg.
De naam komt van Torrinpuirron ("Het hof van Torro") en heeft niets te maken met peren (Duits: Birnen) ondanks de perenboom die op het stadslogo staat.

## Geografie
Dornbirn heeft een oppervlakte van 120,97 km². Het ligt in het westen van het land. De stad ligt dicht bij de grenzen van Zwitserland, Duitsland en Liechtenstein. De belangrijkste rivier is de Dornbirner Ach, die het gebied verdeelt in twee helften. De rivier vormt tevens de begrenzing van verschillende wijken. De Dornbirner Ach stroomt door de stad en mondt uit in het Bodenmeer.

## Cultuur
Er zijn verschillende culturele bezienswaardigheden te vinden in de stad. Zo biedt het Het Kulturhaus Dornbirn ruimte voor diverse theater- en cabaretvoorstellingen, evenals andere evenementen. Klassieke concerten worden het gehele jaar door gehouden onder de naam "Dornbirn Klassik". Het gemeentegebied Dornbirn biedt een scala aan interessante evenementen, vooral in de natuurlijke omgeving.
De ART BODENSEE is een jaarlijkse beurs voor kunstenaars, kunstverzamelaars en liefhebbers. Sinds 2001 toont het de werken van internationale hedendaagse kunstenaars.

### Musea

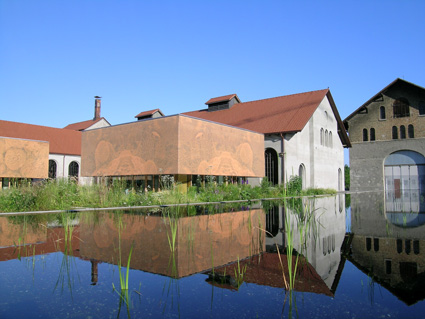
Inatura museum

Op het voormalige fabrieksterrein van de Rüsch-Werke werd in 2003 het interactief natuurhistorisch museum inatura Erlebnis Naturschau Dornbirn geopend. Het Kunstraum Dornbirn, het Krippenmuseum Dornbirn en het Rolls-Royce Museum behoren verder tot de beroemdste musea in de stad. Het FLATZ-Museum is een museum voor hedendaagse kunst. De Mohren Biererlebniswelt biedt inkijk in de Mohrenbrauerei, een brouwerij die in 1834 gesticht werd. Het museum toont ongeveer 10.000 exposities, daaronder een gerestaureerde brouwerij uit de 19e eeuw.

### Architectuur
De relatief jonge stad Dornbirn wordt gekenmerkt door de architectonische stijl uit de 19e en 20e eeuw. In de tweede helft van de 20e eeuw maakt de lokale architectonische scene faam onder de noemer Neue Vorarlberger Bauschule. Deze school zorgde voor internationale aandacht voor hun vertegenwoordigers. In en rond Dornbirn hebben vooral sinds de jaren 1980 veel gebouwen aandacht gekregen binnen professionele kringen in Europa.

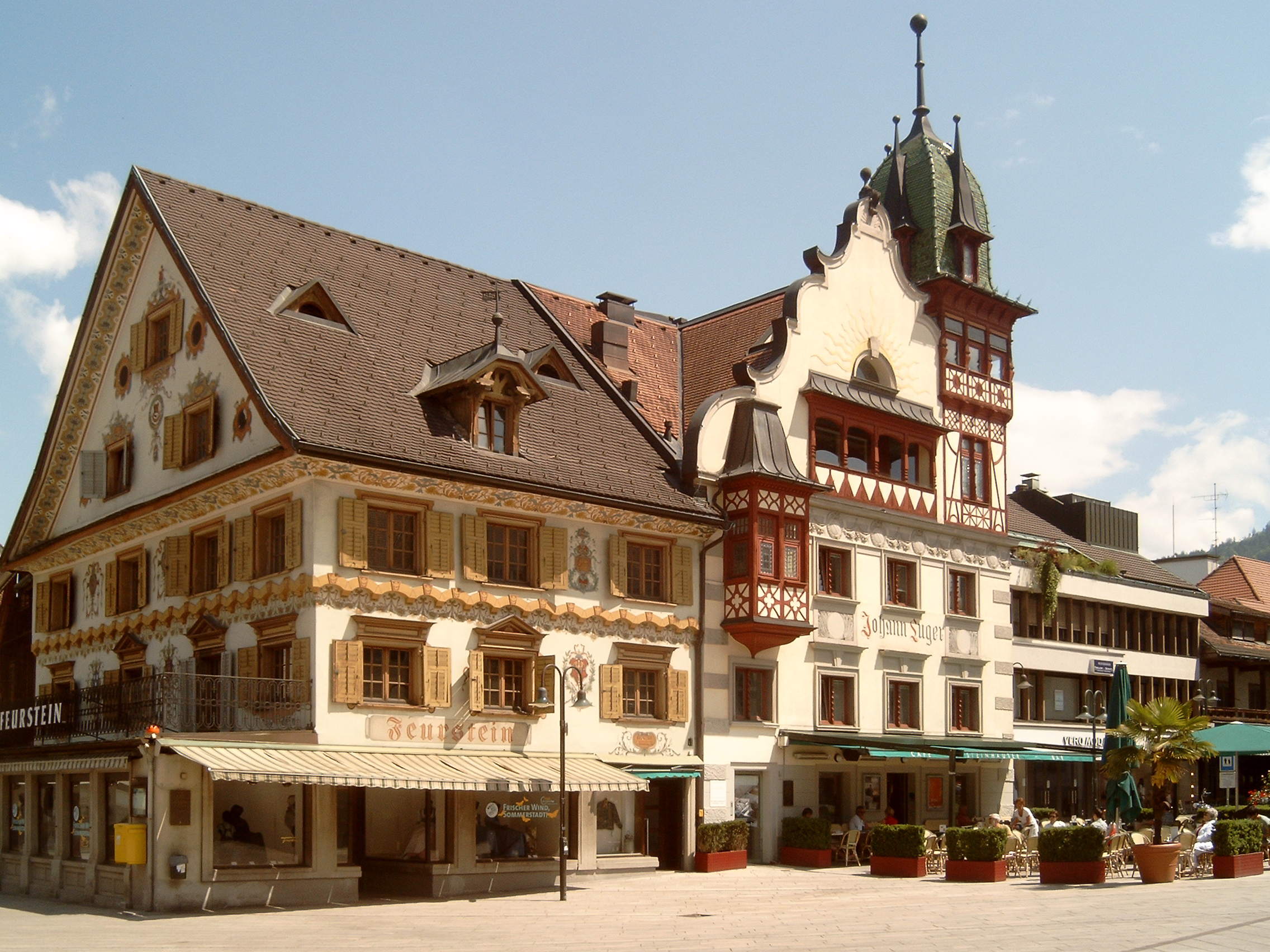
Dornbirn, monumentaal pand

Ook de oudere gebouwen in Dornbirn zijn architectonisch interessant. Deze bevinden direct op de markt, aan de kant van de symbolen van Dornbirn, de "Rode Huis" en de St. Martin kerk. Andere bekende bouwwerken zijn het Adolf-Rhomberg-Haus en het Johann-Luger-Haus.

#### Moderne architectuur

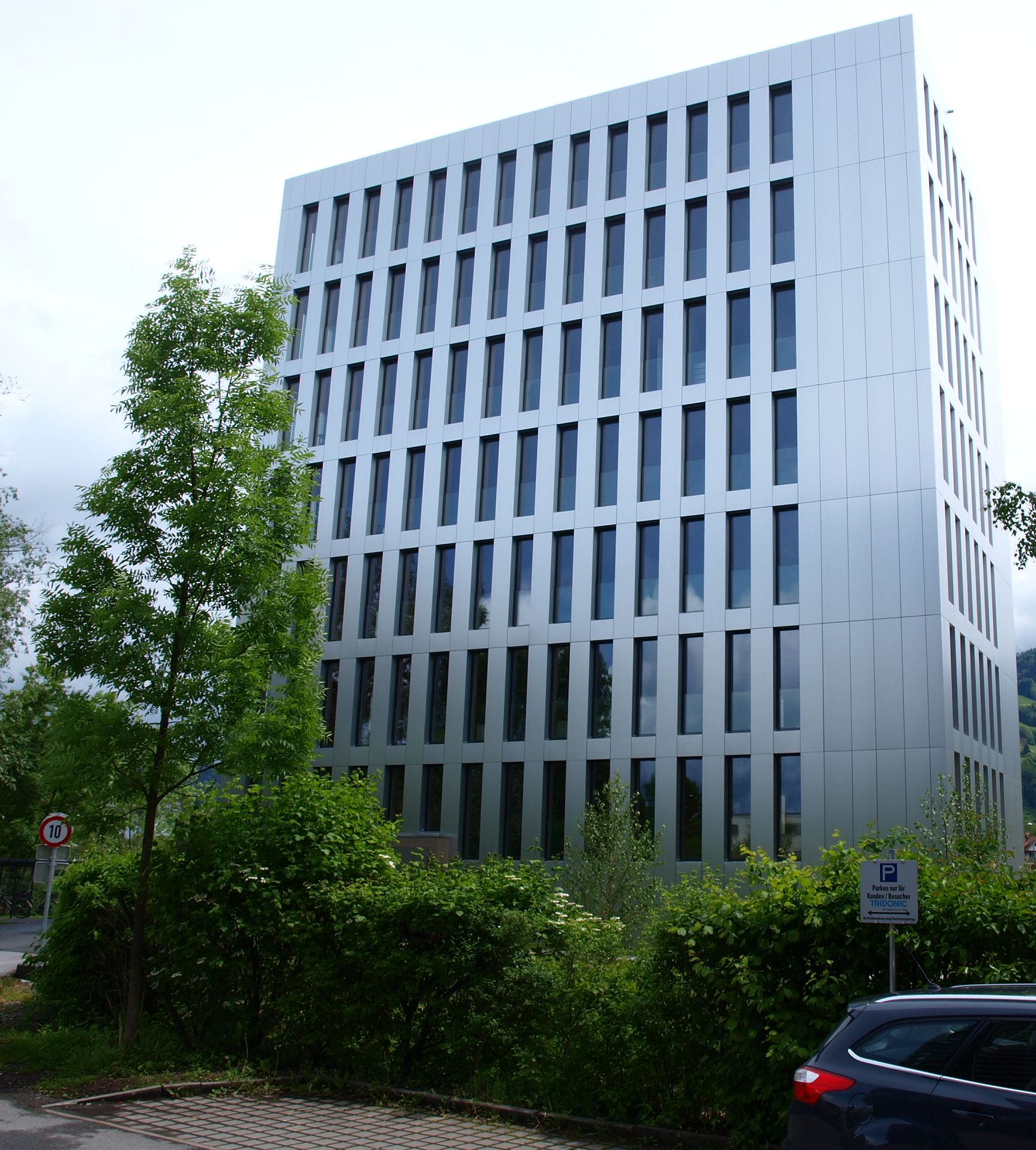
LCT ONE in Dornbirn

Enkele voorbeelden van moderne architectuur in Dornbirn:
- Kirche Maria, Königin des Friedens in Watzenegg (1985–1986). Dit gebouw ontworpen door Wolfgang Ritsch, Siegfried Wäger en Rudolf Wäger kan gezien worden als een prototype van de Vorarlberg-houtconstructie van de jaren tachtig.[5]
- Het Panoramahuis. Dit elliptische gebouw wordt omringd door een gebogen glazen gevel en is ontworpen door architect Bernhard Bügelmayer.[6]
- De LifeCycle-Tower ONE (LCT ONE). Om de klimaatdoelstellingen te kunnen halen, werd in Vorarlberg intensief onderzoek gedaan naar hernieuwbare energiebronnen en energie-efficiënte huizen. In 2012 werd het eerste niet-ingekapselde houten hybride complex van acht verdiepingen gebouwd. De dragende elementen zijn hierbij niet bekleed. De sterke punten van dit vernieuwende project in Dornbirn zijn: milieu- en energie-efficiëntie, 90% minder CO2-uitstoot, veel kortere bouwtijd, industriële productie van de componenten.[7]

### Mohrenbrauerei
De Mohrenbrauerei werd in 1834 in Dornbirn gesticht en is daarmee de oudste brouwerij in het Oostenrijkse deelstaat Vorarlberg, die nog steeds produceert. De brouwerij wordt sinds 2012 beschuldigd, gebruik te maken van racistisch stereotypes. De reden daarvoor is de al dan niet stereotypische afbeelding van een Afrikaan op het logo van de Mohrenbrauerei.

## Sport
In 2007 vond de Wereld Gymnaestrada voor de eerste keer in Dornbirn plaats. Aan het evenement namen ongeveer 21.000 gymnasten uit 56 federaties deel. Dornbirn was opnieuw gastheer voor de Gymnaestrada in 2019.

## Educatie
De Hogeschool Vorarlberg (Duits: Fachhochschule Vorarlberg) in Dornbirn is de enige hogeronderwijsinstelling in Vorarlberg. Het werd in 1989 gesticht. De prijswinnende Hogeschool Vorarlberg wordt als een van de beste hogescholen in Oostenrijk op het gebied van techniek en technologie beschouwd.

## Geboren
- Eva Pinkelnig (1988), schansspringster
- Caroline Weber (*1986), ritmisch gymnaste
- Robert Schörgenhofer (*1973), Oostenrijks voetbalscheidsrechter
- George Nussbaumer (*1963), zanger
- Mathias Graf (1996), alpine- en freestyleskiër

## Galerij

Dornbirn (stad)
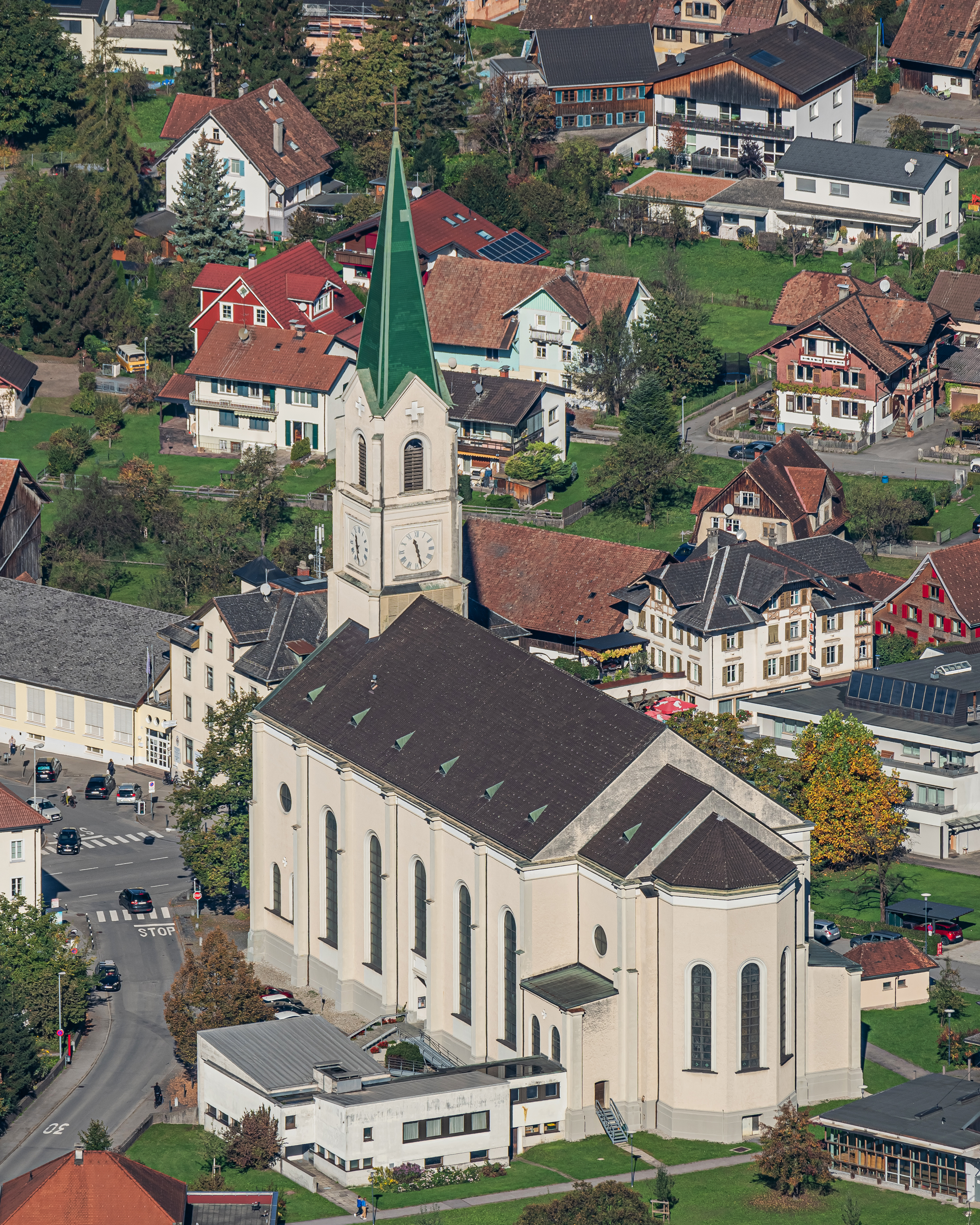
Parochiekerk St. Leopold in Dornbirn
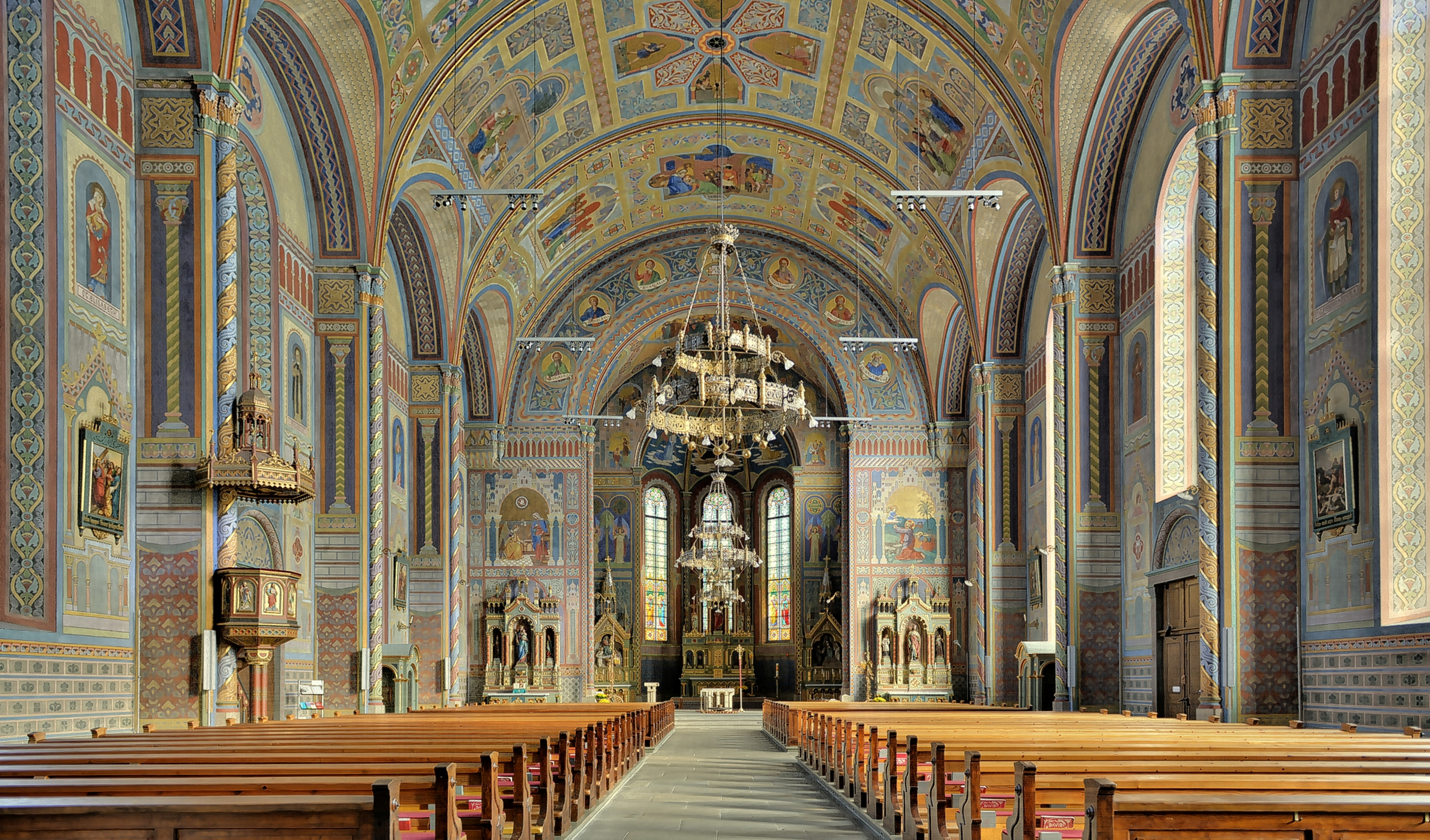
Het interieur van de parochiekerk St. Leopold
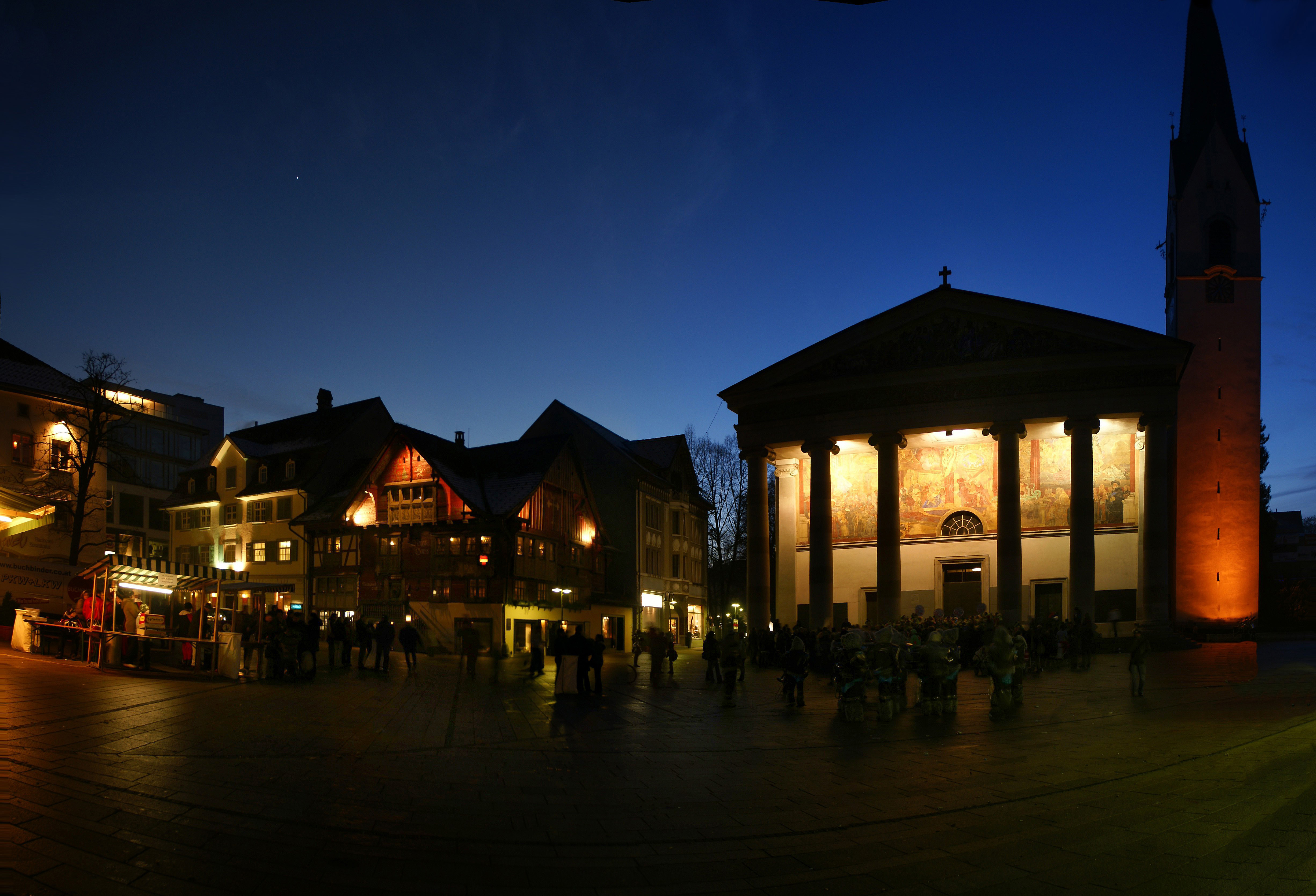
Het Marktplein
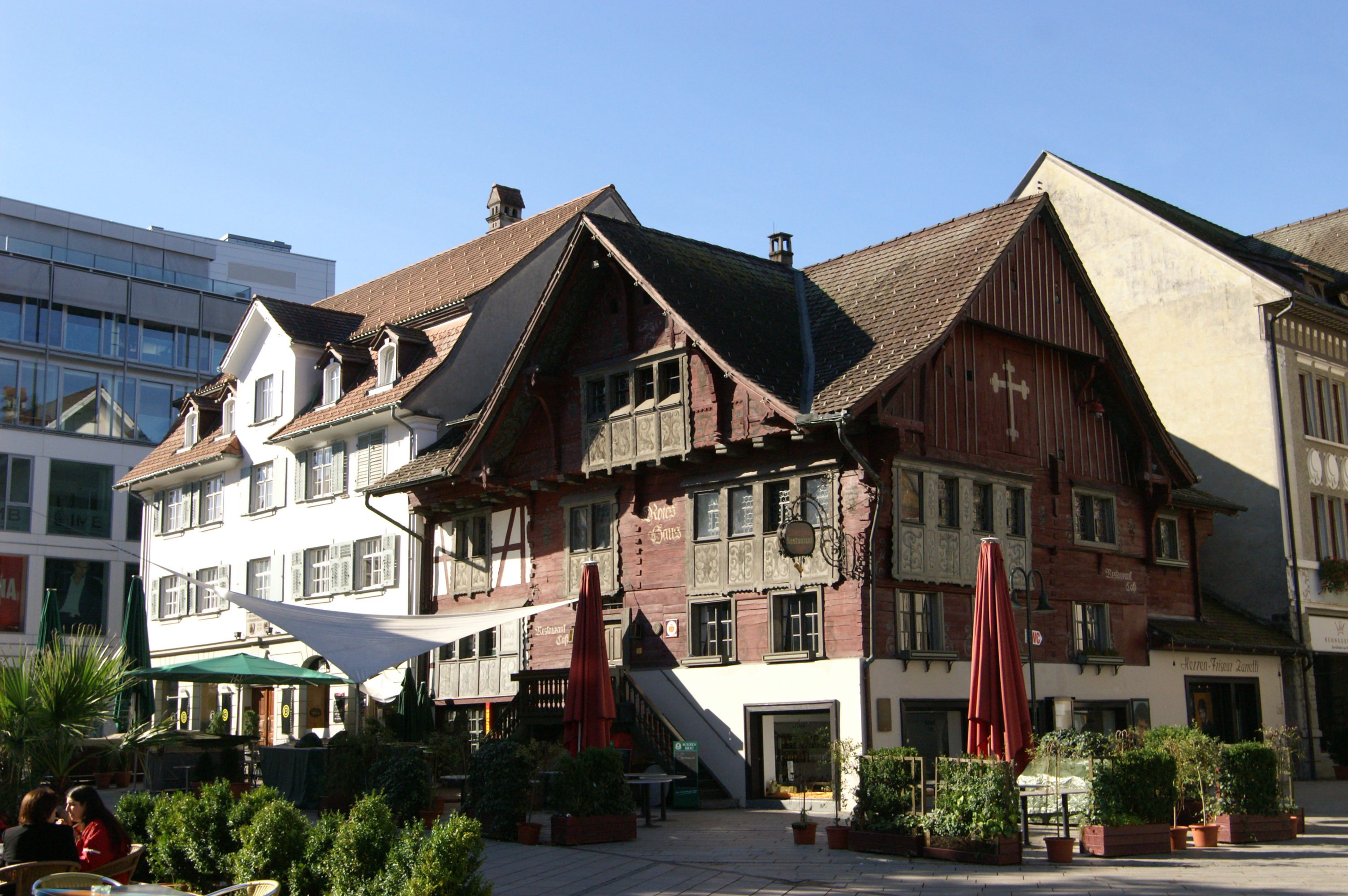
Het Rode Huis
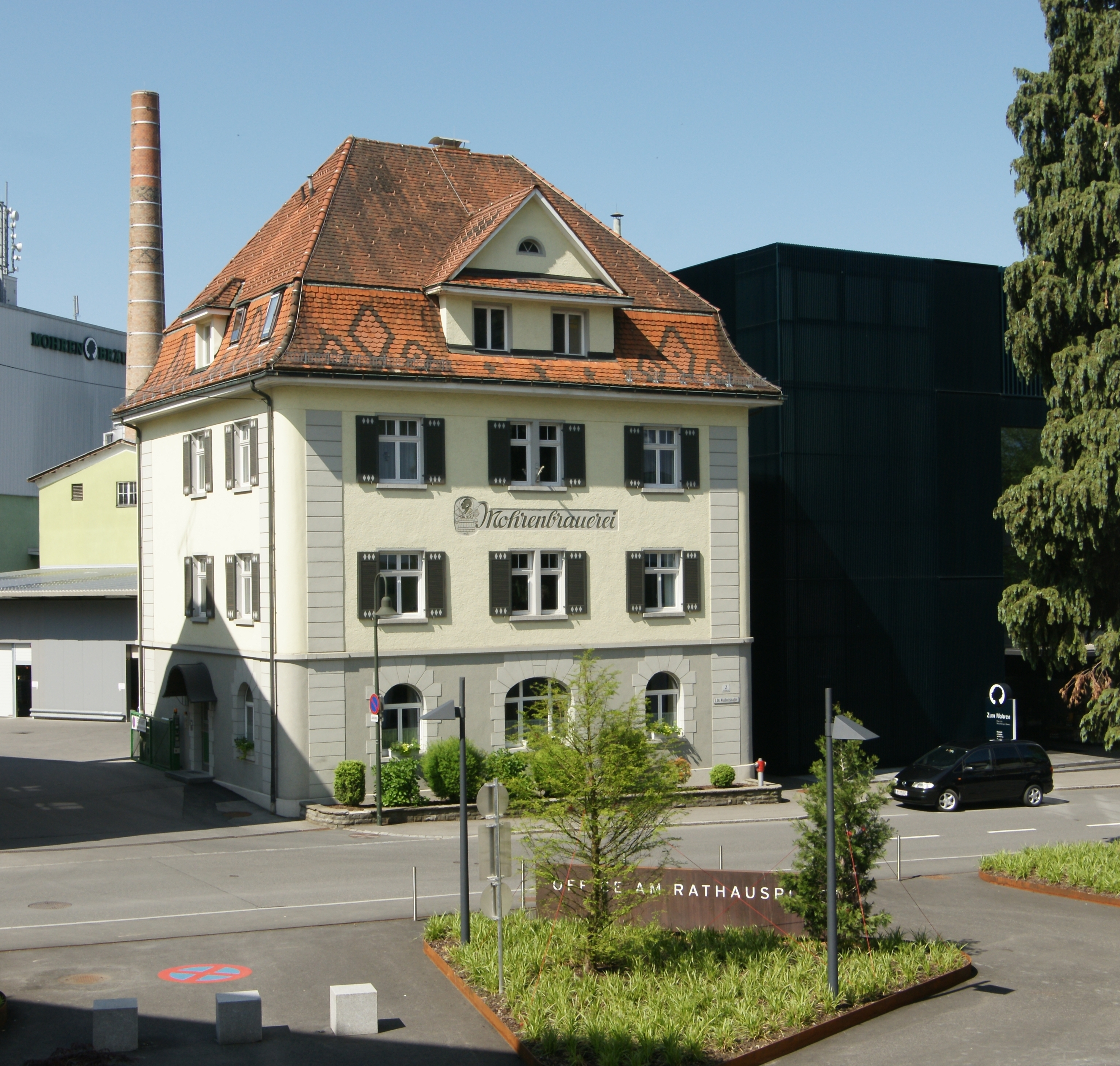
Mohrenbrauerei August Huber

Dornbirn · Hohenems · Lustenau
- Bibliothèque nationale de France: cb12412382t (data)
- Gemeinsame Normdatei: 4012792-8
- Historisch woordenboek van Zwitserland: 020037
- Library of Congress Control Number: n86097336
- MusicBrainz: b4e850b7-9f68-4784-837d-8a0b13450c1f
- Nationale Bibliotheek van Tsjechië: xx0117442
- Nationale Bibliotheek van Israël: 987007562589605171
- Système universitaire de documentation: 121635414
- Virtual International Authority File: 159530754
- WorldCat: E39PBJdCqQffJcBJRxpPrjvWDq